# Тактов сигнал
Тактовият сигнал се използва за синхронизиране работата на компонентите в една синхронна електронна схема. За устройство работещо в синхрон с тактов сигнал с определена честота, се казва че работи на тази честота. Когато този сигнал синхронизира работата вътре в самото устройство, се говори за вътрешна честота на устройството. Единичен импулс на тактовия сигнал се нарича такт.
За генерирането на тактовия сигнал се използва кварцов генератор, който генерира синусоидален сигнал със стабилна честота. Този сигнал посредством електронни схеми се трансформира в правоъгълен, или с друга форма с различен коефициент на запълване в рамките на периода на основния синусоидален сигнал. Чрез преобразувател на честотата може да се променя и честотата му.
Често, в сложните системи, устройствата имат различни вътрешни честоти. За тяхното синхронизиране се използва общ тактов сигнал, който чрез преобразователи на честотата се трансформира в други (вътрешни) тактови сигнали, с честоти на които могат да работят отделните устройства. По-високочестотните устройства могат да използват буфери за съхраняване резултатите от своята работа, докато настъпи следващия такт на общия тактов сигнал. В този случай буферите играят роля на интерфейс между различните тактови сигнали (вътрешни и външни).

## Тактова честота
Тактовата честота е най-важният параметър на тактовия сигнал. Тя определя колко често се повтарят циклите на синхронизираните с нея устройства. Честота е показател за скоростта на изпълнение на елементарните действия от съответното устройство. Измерва се в херцове.

### Честота на процесор
Вътрешната честота е основен показател на микропроцесорите. В рамките на една и съща процесорна архитектура, процесорите с по-висока честота са по-високопроизводителни от тези с по-ниска честота. Тъй като обаче, елементарните действия изпълнявани в рамките на един такт се различават по сложност при различните процесорни архитектури, сравняването на производителността единствено чрез честотата е невъзможно. Така например RISC архитектурите имат опростен набор от инструкции и съответно извършват по-малко обработка в рамките на един такт отколкото CISC архитектурите.